# Ein- und Ausfallstraße

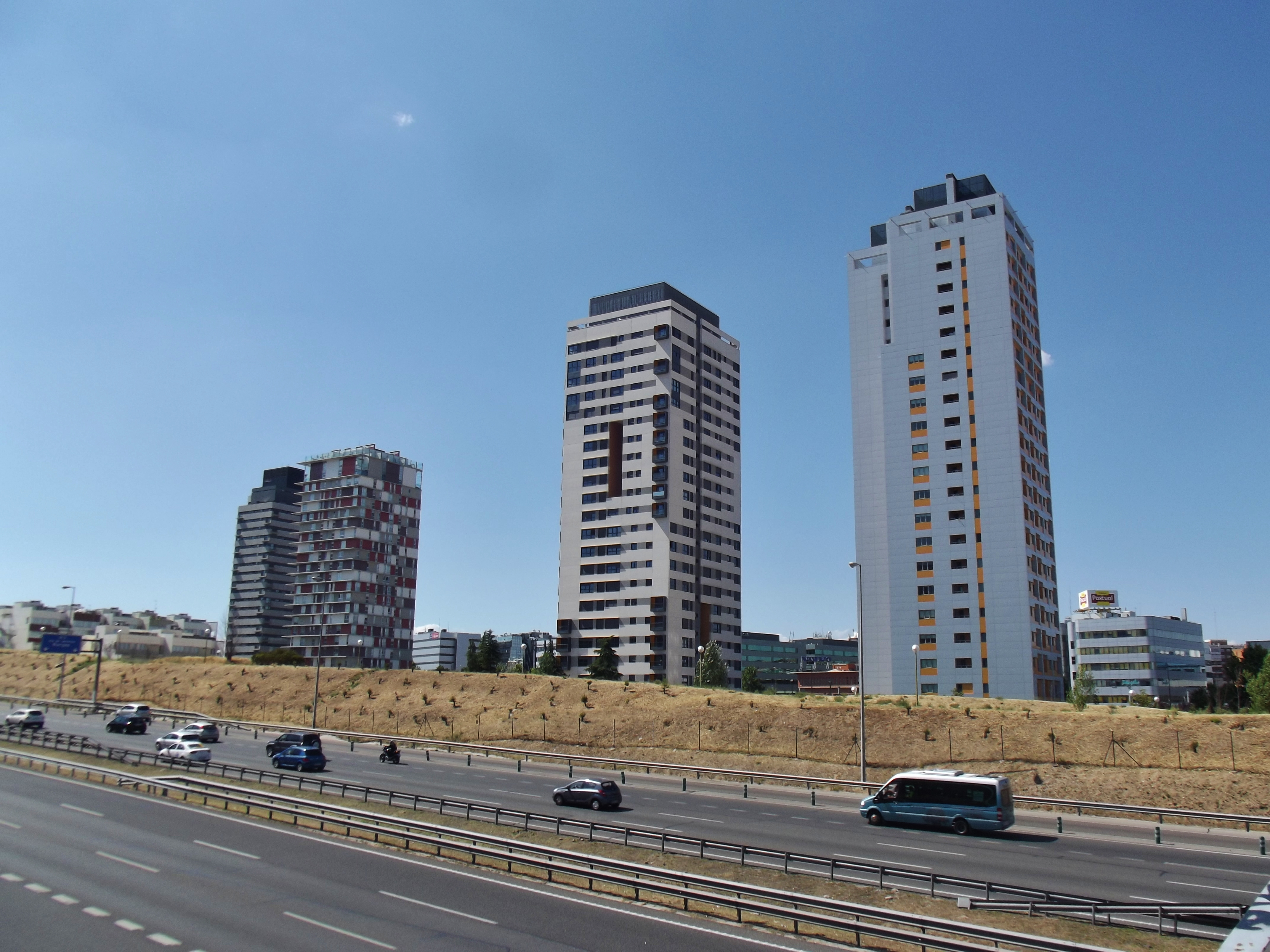
Moderne Ausfallstraße als Stadtautobahn:
Calle de Manuel Azana (M 11) in Madrid

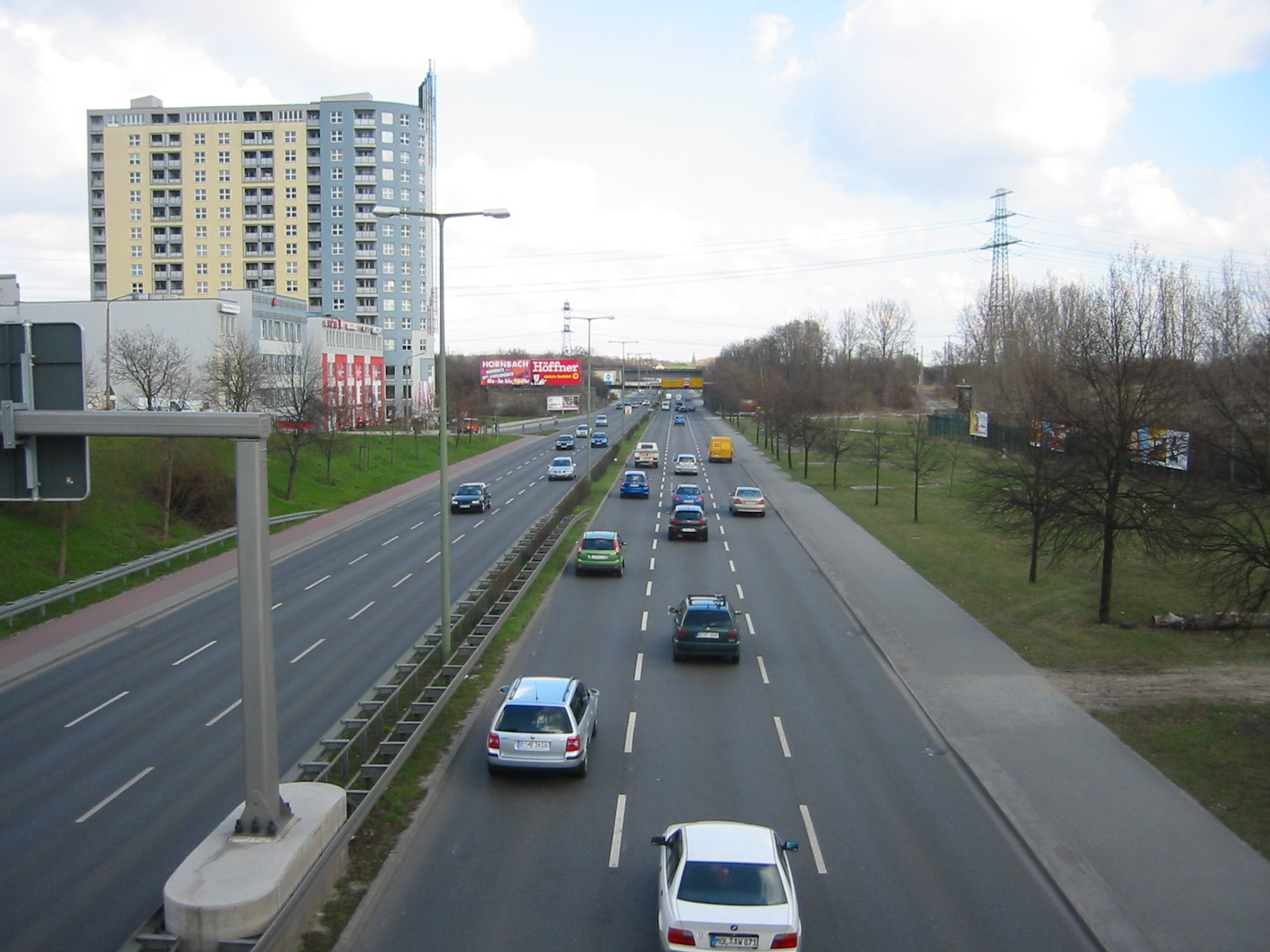
Herkömmliche Ausfallstraße:
B1/B5 von Berlin-Mitte nach Küstrin im heutigen Polen, ehemals Reichsstraße 1 nach Ostpreußen

Eine Ein- und Ausfallstraße ist ein Verkehrsweg als Straße oder Autobahnzubringer, welche zwischen den Außenbezirken einer Stadt und der Innenstadt besteht und einen wesentlichen Teil des Individualverkehrs zwischen Zentrum und Stadtrand trägt. Aufgrund der hohen Verkehrsbelastung sind viele dieser Straßen gut ausgebaut. Oft stellen sie eine städtebauliche Dominante dar und sind zudem ein Merkmal der autogerechten Stadt.

## Geschichte und Etymologie
Ausfallstraßen waren spätestens seit dem Mittelalter extra konzipierte Ausbruchwege aus einer Festung oder einer Stadt, die im Falle einer Belagerung einen Überraschungsangriff direkt in gegnerische Reihen hinein (siehe: Ausfall) oder gegebenenfalls eine Flucht ermöglichen sollten. Dementsprechend bildeten Ausfalltore in Stadtmauern oder Burgen den Beginn von Ausfallstraßen.
Folgen sie historisch vorgegebenen Verläufen, so bilden sie stellenweise Sichtachsen auf markante Stadtkörper (historische Altstädte, Schlösser). Bekannte Beispiele hierfür sind die Straße des 17. Juni mit dem Brandenburger Tor in Berlin, die Leopoldstraße mit dem Siegestor in München, die Avenue des Champs-Élysées mit dem Arc de Triomphe in Paris oder The Mall in London mit dem Buckingham-Palast. 
Diese Straßen sind alle mittlerweile keine Ausfallstraßen im heutigen Sinn mehr, sondern längst innerstädtische Boulevards oder Avenuen. Sie können aber im Außenbereich in Ausfallstraßen übergehen, wie die Leopoldstraße oder auch die Fortsetzungen der Straße des 17. Juni (Ost-West-Achse) oder Champs-Élysées.

## Gegenwart

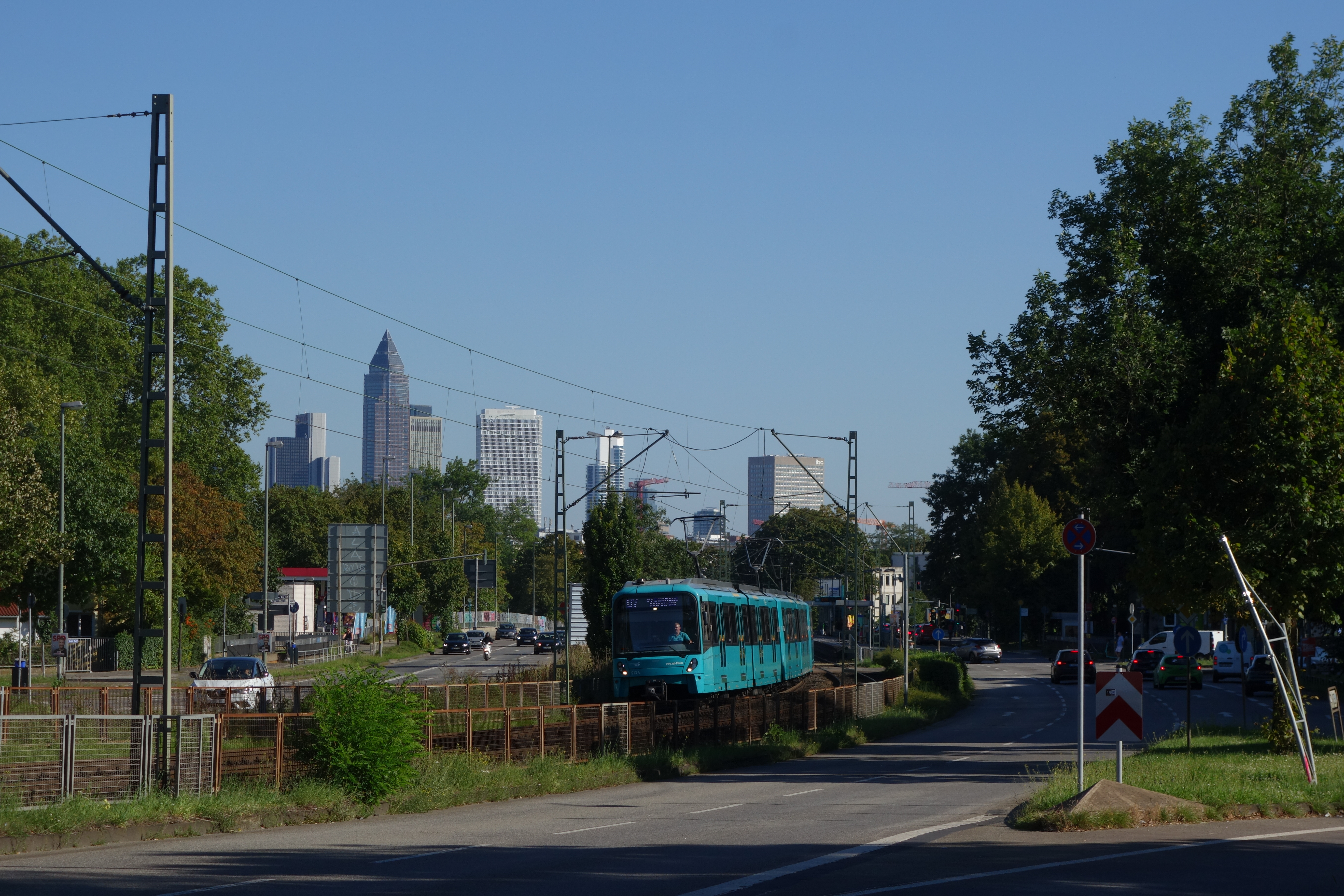
Innerstädtische Ausfallstraße Ludwig-Landmann-Straße in Frankfurt mit Stadtbahn-Trasse in der Mitte

Die Ein- und Ausfallstraße übernimmt die Funktion einer Verbindung zum Umland und zur Anbindung an die am Stadtrand liegenden Autobahnen und weiteren Infrastruktureinrichtungen wie Wohngebieten und Gewerbegebieten. Durch die oft starke Fokussierung auf die Ein- und Ausfallstraßen – besonders wenn es nur eine Straße in eine bestimmte Richtung gibt – sind diese häufig, besonders im Berufsverkehr, stark belastet. 
In großen Städten bilden die Ein- und Ausfallstraßen ein Netz, das strahlenförmig vom Zentrum ausgeht und durch mehrere Ringstraßen um das Zentrum verbunden sein können. Sie sind wegen ihrer oft überregionalen Bedeutung als Hauptstraßen deklariert, gelegentlich als Autostraßen oder sind als autobahnähnliche Straßen ausgebaut. Es gibt auch Ein- und Ausfallstraßen, die lediglich ein Teilzentrum einer Stadt mit den Außenbezirken verbinden, und nicht bis zum Stadtrand reichen, so ist der überregionale Charakter weniger ausgeprägt und wird nur durch die Anbindung an weitere Straßen bestimmt. In großen Ballungsräumen mit mehreren Zentren, in Deutschland beispielsweise Berlin, dem Ruhrgebiet oder dem Rhein-Main-Gebiet, verbinden Ein- und Ausfallstraßen die Zentren, sodass eine Ausfallstraße aus einer Stadt oder einem Zentrum gleichzeitig die Einfallstraße in eine andere Stadt und umgekehrt ist.
Ein- und Ausfallstraßen spielen bei der Suburbanisierung eine wesentliche Rolle und sind wie andere Infrastruktureinrichtungen wie Eisenbahnstrecken ein Standortfaktor. Um große Straßen und Eisenbahnlinien siedeln sich mehr Wohn- und Gewerbeflächen an als um schlecht angebundene Flächen mit ähnlichen naturräumlichen Voraussetzungen.
Das Straßenbild der Ausfallstraßen großer Städte ist häufig von dem hohen Verkehrsaufkommen und dazugehöriger Infrastruktur geprägt. Ein typisches Merkmal sind große Tankstellen, teilweise fast unmittelbar hintereinander liegend und häufig in Verbindung mit Autohäusern, Fast-Food-Restaurants, Industrie- und Gewerbeanlagen oder großen Fachmärkten, für die aufgrund ihres großen Flächenbedarfs ein Standort an einer Ausfallstraße im äußeren Stadtgebiet häufig ideal ist. Dies kann dazu führen, dass die Außenbereiche einer Stadt entlang einer Ausfallstraße aus der Sicht eines Besuchers einen unattraktiven Eindruck machen und ggf. über eine tatsächlich vorhandene Attraktivität der Innenstadt völlig hinwegtäuschen können.